# 志摩桜井
志摩桜井（しまさくらい）は、福岡県糸島市の字。旧・志摩郡桜井村、糸島郡桜野村、糸島郡志摩町桜井。郵便番号819-1304。

## 地理
糸島市の北端部に位置しており、字域北側は玄界灘に面し、字域東側は福岡市との市境となっている。西から南にかけて糸島市志摩野北・志摩吉田・志摩井田原・志摩馬場、南東から東にかけて福岡市西区桑原・草場・小田の各町字と接する。字域北部の海沿いに福岡県道54号福岡志摩前原線が通り、字域中央部を福岡県道567号桜井太郎丸線が通る。

## 歴史
昔、円光寺の跡、岩永氏宅前に桜の木の下に清い水の井があったので桜井の地名になったといわれる。

## 地域・人口
福岡県糸島市志摩桜井
- 面積: 1,941,223 ㎡
- 人口総数: 402 人　世帯総数: 131 世帯　2015年

## 祭事・イベント
- 8月17日　盆祭り

## 主な学校・施設
学校・公的機関
- 糸島市立桜野小学校
- 児童数130人　平成26年

- 桜井保育園
- 桜井郵便局

- 糸島市立桜野公民館

病院
- 桜野診療所（さくらのクリニック）

寺
- 専光寺
- 善応寺

## 名所・旧跡・観光スポット
- 二見ヶ浦
- 桜井神社
- 浦姫宮

## 付記
西浦からの魚行商が桜井の家々を回っていた。
紙面には桜井の米と西浦の魚がとり持つ因縁話は無数とあり、地理的にも近い桜井、西浦は昔から経済関係が深かったとされる。
品質の高いブドウを生産していた桜井村では、昭和6年に桜井村葡萄組合が「葡萄酒」の製造を始めている。（引用：糸島新聞バックナンバー）
昭和4年	糸島郡桜井村海岸一帯（現福岡県糸島市）で大根の契約栽培を開始。（引用：(株)いちふく）